# Berthold Kempinski

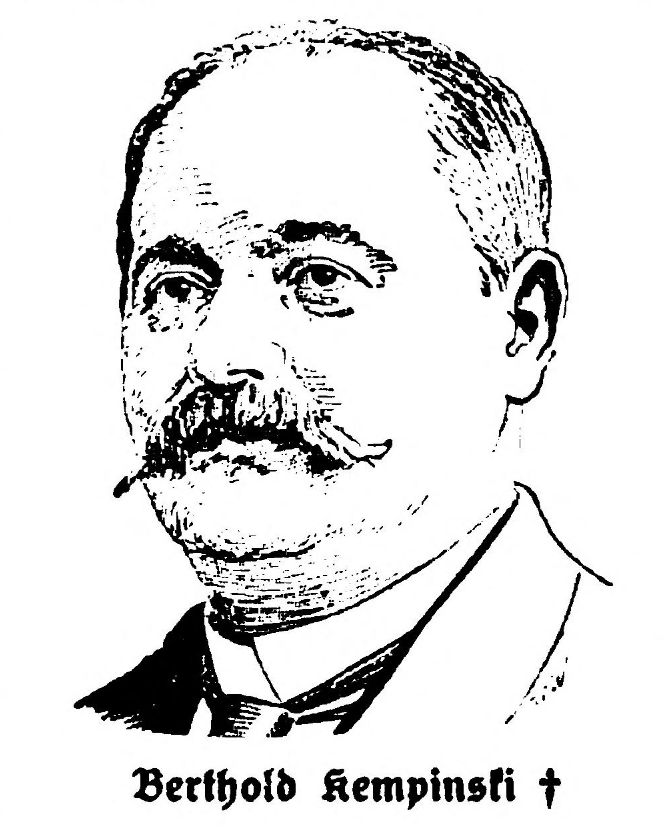
Berthold Kempinski (1910)

Berthold Kempinski (ur. 10 października 1843 w Raszkowie, zm. 14 marca 1910 w Berlinie) – pochodzący z polsko-żydowskiej rodziny niemiecki przedsiębiorca, dawca nazwy dla szeroko znanych w świecie luksusowych hoteli Kempinski.

## Życiorys
Był absolwentem Królewskiego Gimnazjum Katolickiego w Ostrowie.
Po maturze zatrudnił się w przedsiębiorstwie handlu winem M. Kempinski & Co., założonym przez brata Moritza w 1862 we Wrocławiu. W 1872 przeprowadził się wraz z żoną do Berlina, gdzie założył podobną firmę, również pod nazwą Kempinski (za zgodą brata). Przedsiębiorstwo osiągnęło spory sukces i szybko stało się znane także poza granicami miasta.
W 1889 otworzył największą w wówczas Berlinie restaurację. Kempinski był zwolennikiem koncepcji „luksus dla każdego” – dawał połowę porcji za połowę ceny. W niektóre dni jego lokal odwiedzało nawet 10 000 ludzi.
Ponieważ małżeństwo Kempinskich nie miało męskich potomków uprawnionych do dziedziczenia, do firmy wszedł zięć Bertholda, Unger, i wkrótce przejął przedsiębiorstwo. Funkcjonuje ono nadal pod nazwą Kempinski (mimo przymusowej aryzacji jego firmy w czasach nazizmu).
Pochowany został na cmentarzu żydowskim w Weißensee (obecnie Berlin).